# 1917-es norvég labdarúgókupa
A 1917-es norvég labdarúgókupa a Norvég labdarúgókupa 16. szezonja volt. A címvédő a Frigg csapata volt. Az első olyan kupa, ahol minden csapat részt vehetett, amely tagja a Norvég labdarúgó-szövetségnek. A szezonban 32 csapat vett részt. A tornát a Sarpsborg csapata nyerte meg.

## Első kör
| 1. csapat     | Eredmény | 2. csapat           |
| ------------- | -------- | ------------------- |
| Brage         | 4–3      | Sverre              |
| Brodd         | 6–4      | Frem                |
| Drafn         | 1–0      | Larvik Turn         |
| Fram (Larvik) | 3–2      | Odd                 |
| Fredrikstad   | 2–4      | Lyn                 |
| Hamar FL      | 5–1      | Lillestrøm          |
| Lierfos       | 1–8      | Frigg               |
| Mercantile    | 1–2      | Drammen             |
| Sarpsborg     | 5–1      | Ready               |
| Start         | 2–4      | Stavanger           |
| Storm         | 5–2      | Skiold              |
| Trygg         | 4–3      | Lyn (Gjøvik)        |
| Urædd         | 4–1      | Kristiania Ballklub |
| Vidar         | 0–7      | Brann               |
| Ørn           | 2–6      | Kvik (Fredrikshald) |
| Aalesund      | 1–0      | Rollon              |

## Második kör
| 1. csapat           | Eredmény   | 2. csapat |
| ------------------- | ---------- | --------- |
| 1917. augusztus 26. |            |           |
| Stavanger           | 8–0        | Brodd     |
| Lyn                 | 3–1        | Brage     |
| Kvik (Fredrikshald) | 3–0        | Hamar     |
| Sarpsborg           | 3–1        | Drafn     |
| Frigg               | 2–1        | Trygg     |
| Aalesund            | 0–14       | Brann     |
| Drammen             | 3–1        | Urædd     |
| Fram (Larvik)       | 1–3 (h.u.) | Storm     |

## Negyeddöntők
| 1. csapat            | Eredmény | 2. csapat           |
| -------------------- | -------- | ------------------- |
| 1917. szeptember 23. |          |                     |
| Lyn                  | 2–0      | Storm               |
| Stavanger            | 2–5      | Brann               |
| Sarpsborg            | 4–1      | Frigg               |
| Drammen              | 3–5      | Kvik (Fredrikshald) |

## Elődöntők
| 1. csapat            | Eredmény | 2. csapat           |
| -------------------- | -------- | ------------------- |
| 1917. szeptember 30. |          |                     |
| Sarpsborg            | 3–1      | Kvik (Fredrikshald) |
| Lyn                  | 0–3      | Brann               |

## Döntő
| 1917. október 14. |

| Sarpsborg                                  | 4–1 | Brann       |
| ------------------------------------------ | --- | ----------- |
| Nordlie 34' 44' Simensen 57' Halvorsen 59' |     | Johnsen 50' |

| Stavanger Stadion, Stavanger Nézőszám: 4 000 Játékvezető: Arne Wendelborg (Frigg) |

| A Sarpsborg játékoskerete |  |                   |
|                           |  |                   |
| GK                        |  | Ingvald Martinsen |
| DF                        |  | Bruun Hansen      |
| DF                        |  | Henry Hansen      |
| MF                        |  | Petter Pedersen   |
| MF                        |  | Asbjørn Halvorsen |
| MF                        |  | Peder Jensen      |
| FW                        |  | Einar Andersen    |
| FW                        |  | Einar Nordlie     |
| FW                        |  | Erling Gustavsen  |
| FW                        |  | Alf Simensen      |
| FW                        |  | Per Holm          |

| A Brann játékoskerete |  |                   |
|                       |  |                   |
| GK                    |  | Sigurd Wathne     |
| DF                    |  | Hjalmar Sunde     |
| DF                    |  | Frithjof Tønnesen |
| MF                    |  | Sigurd Bøschen    |
| MF                    |  | George Deans      |
| MF                    |  | John Johnsen      |
| FW                    |  | Alf Berstad       |
| FW                    |  | Torkel Trædal     |
| FW                    |  | Bjarne Johnsen    |
| FW                    |  | Rudolf Olsen      |
| FW                    |  | Laurentius Eide   |